# Lápi létrafarkú
A lápi létrafarkú (Amytornis barbatus) a madarak osztályának verébalakúak (Passeriformes) rendjébe és a tündérmadárfélék (Maluridae) családjába tartozó faj.
A magyar név forrással nincs megerősítve.

## Előfordulása
Ausztrália déli részén honos. A természetes élőhelye szubtrópusi és trópusi síkvidéki füves puszták, vizenyős területek (lápok és mocsarak).

## Alfajai
- Amytornis barbatus barbatus Favaloro & McEvey, 1968
- Amytornis barbatus diamantina Schodde & L. Christidis, 1987

## Megjelenése
Átlagos testtömege 18-19 gramm.

## Külső hivatkozások
- Képek az interneten a fajról
- Internet Bird Collection - videók a fajról